# قاتلین ناشناس
قاتلین ناشناس (به انگلیسی: Killers Anonymous) یک فیلم هیجان انگیز، جنایی محصول آمریکا به کارگردانی مارتین اوون در سال ۲۰۱۹ است.

## داستان
گروهی از قاتلین است که یک گروه حمایتی را تشکیل داده‌اند. هدف آن‌ها از برگزاری این دورهمی، به اشتراک گذاشتن تخلفاتی است که انجام داده‌اند. یکی از این افراد، مسئول قتل یک سناتور ایالات متحده است. هنگامی که اعضای گروه تلاش می‌کنند که پرده از معمای این قتل مهم بردارند، تنش‌ها بالا می‌گیرد اما همه چیز آنطور که به نظر می‌رسد، نیست. هنگامی که واقعیت آشکار می‌شود، این افراد به یکدیگر خیانت می‌کنند و دیدار آن‌ها به یک فاجعه منجر می‌شود.

## بازیگران
- تامی فلاناگان (بازیگر)
- رین نیکول براون
- جسیکا آلبا
- گری اولدمن
- می‌آنا بورینگ
- مایکل سوشا
- تیم مک‌اینرنی
- سم هزلدین
- الیزابت موریس
- الیوت جیمز لنگریج
- ایزابل آلن
- سوکی واترهاوس
- هارمونی هید - نیت